# Europa (Schiff, 1929)
Die Europa war ein Fahrgastschiff in Berlin.

## Geschichte
Die Brüder Otto und Eduard Winkler hatten in den 1920er-Jahren begonnen, neben der familieneigenen Werft in Rüdersdorf bei Berlin auch eine Reederei zu betreiben. Ihre ersten Fahrgastschiffe bauten sie selbst, darunter auch das Motorschiff Europa, das laut Uwe Gieslers Schiffsdatenbank mit einem 100-PS-Dieselmotor ausgestattet war und anfangs 334 Fahrgäste befördern durfte. Diese Fahrgastzahl gibt Giesler auch für 1946 und 1947 an, im Widerspruch zu der Darstellung Kurt Groggerts. Laut Groggert hatten die Gebrüder Winkler im Jahr 1931 neben ihrer 300 Fahrgäste fassenden Germania auch die Europa in Betrieb, die für die Beförderung von 440 Personen zugelassen war. 1935 besaß das Schiff laut Groggert eine Zulassung für den Transport von 443 Personen.
In der Nachkriegszeit wurde die Europa unter anderem für Hamsterfahrten genutzt. In einem Bildbericht von Hans H. Hartmann für die Neue Berliner Illustrierte aus dem Juni 1946 heißt es, dass „die Generaldirektion Schiffahrt der Zentralverwaltung Verkehr in der sowjetischen Besatzungszone [...] alle Binnenschiffahrtslinien zusammenfaßte.“ Die Europa ziehe „wie einst ihre große Schwester als ein Symbol der Verbindung zwischen Orten und Menschen friedlich zu Wasser durch das Land und“ helfe „auf ihre Art mit, die Zeit für neue Ferienreisen näher zu bringen.“
Die Gebrüder Winkler setzten sich im Frühjahr 1953 mit ihrem Schiff Deutschland nach West-Berlin ab. Dabei mussten sie ihre beiden anderen Schiffe, die Europa und die Einigkeit, in der DDR zurücklassen. Die Europa wurde auf den Namen Karl Marx umgetauft. Sie fuhr ab 1953 für die DSU-Personenschiffahrt und ab 1957 für den VEB Weisse Flotte.
Die Karl Marx war unter diesem Namen bis 1970 in Betrieb. Danach wurde sie in Bernburg als Gaststätte weiterverwendet, zunächst noch im Naherholungsgebiet Krumbholz im Wasser liegend, später an Land. 1978 wurde sie aus dem Schiffsregister gelöscht; wahrscheinlich wurde sie um diese Zeit auch an Land aufgestellt.
1983 wurde das Schiff abgebrochen. Als Gaststätte hatte es den Namen MS Bernburg getragen. Bilder von der Zerlegung und Verschrottung vor Ort sind im Binnenschifferforum zu finden. Dort wird als Jahr der Verschrottung allerdings erst 1990 angegeben.
Die Familie Winkler baute nach der Flucht aus der DDR ihren Reedereibetrieb in West-Berlin wieder auf. Ab 1987 betrieb die Reederei Bruno Winkler wieder ein Schiff namens Europa.